# Jupiter (Rumänien)
Jupiter ist ein Sommererholungsort, welcher zum Kreis Constanța gehört. Er liegt an der Küste des Schwarzen Meeres in Rumänien und gehört zur Stadt Mangalia.